# Laccoptera cheni
Laccoptera cheni es una especie de insecto coleóptero de la familia Chrysomelidae.
Fue descrita científicamente en 2001 por Swietojanska.